# Gmina Nowinka
Die Gmina Nowinka ist eine Landgemeinde im Powiat Augustowski der Woiwodschaft Podlachien in Polen. Ihr Sitz ist das gleichnamige Dorf (litauisch Naujinė).

## Gliederung
Zur Landgemeinde Nowinka gehören folgende Ortsteile mit einem Schulzenamt:
Ateny
Barszczowa Góra
Bryzgiel
Cisówek
Danowskie
Gatne Drugie
Gatne Pierwsze
Józefowo
Juryzdyka
Kopanica
Krusznik
Monkinie
Nowinka
Olszanka
Osińska Buda
Pijawne Polskie
Pijawne Ruskie
Podkrólówek
Podnowinka
Sokolne
Strękowizna
Szczeberka
Szczebra
Szczepki
Tobołowo
Walne
Weitere Ortschaften der Gemeinde sind:
Ateny (osada)
Blizna
Blizna (osada)
Busznica
Nowinka (osada leśna)
Pijawne
Podnowinka (osada)
Powały
Szczebra (osada leśna)
Szczepki (gajówka)
Szczepki (leśniczówka)
Zakąty